# Tilapa, Guerrero
Tilapa är en ort i Mexiko.   Den ligger i kommunen Malinaltepec och delstaten Guerrero, i den sydöstra delen av landet, 270 km söder om huvudstaden Mexico City. Tilapa ligger 1 133 meter över havet och antalet invånare är 864.
Terrängen runt Tilapa är kuperad åt sydväst, men åt nordost är den bergig. Runt Tilapa är det ganska glesbefolkat, med 45 invånare per kvadratkilometer. Närmaste större samhälle är El Rincón, 6,1 km söder om Tilapa. I omgivningarna runt Tilapa växer huvudsakligen savannskog.